# Église Saint-Dimitri d'Aleksandrovo
Pour les articles homonymes, voir Église Saint-Dimitri.
L'église Saint-Dimitri d'Aleksandrovo (en serbe cyrillique : Црква Светог Димитрија у Александрову ; en serbe latin : Crkva Svetog Dimitrija u Aleksandrovu) est une église orthodoxe serbe située à Aleksandrovo-Subotica, dans la province de Voïvodine et dans le district de Bačka septentrionale en Serbie. Elle est inscrite sur la liste des monuments culturels de grande importance de la république de Serbie (identifiant no SK 1126).

## Présentation
L'église a été construite en 1818. Elle est constituée d'une nef unique prolongée par une abside demi-circulaire ; la zone du chœur forme des saillies elles aussi demi-circulaires. La façade occidentale est dominée par un clocher massif flanqué d'un pignon brisé abritant un oculus ; le portail principal est encadré par des pilastres ; dans la zone au-dessus de cette entrée se trouve une niche avec une représentation du saint patron de l'église. Les façades latérales sont rythmées par des pilastres encadrant des ouvertures en demi-cintre. La décoration de l'ensemble reste sobre, dans l'esprit du classicisme.
L'iconostase provient de l'église de l'Ascension de Subotica ; elle a été transférée dans l'édifice en 1910. Peinte en 1766, elle a dû être raccourcie pour s'adapter aux dimensions de l'église et certaines icônes, dont celles représentant l'apôtre saint Pierre et saint Paul, se trouvent aujourd'hui à la Galerie de la Matica srpska de Novi Sad. Ces peintures sont attribuées au peintre baroque serbe Jovan Popović.